# Dím đuôi dài
Dím đuôi dài (tên khoa học Neotetracus sinensis) là một loài thú thuộc họ Chuột voi, được phát hiện ở Trung Quốc, Myanmar và Việt Nam. Đây là loài duy nhất của chi Neotetracus.
Tại Trung Quốc có 3 phân loài là: 
- N. s. cuttingi Anthony, 1941: Miền tây Vân Nam.
- N. s. fulvescens Osgood, 1932: Miền nam Vân Nam.
- N. s. sinensis Trouessart, 1909: Tứ Xuyên, Vân Nam, Quý Châu.

Tại Việt Nam, chỉ có phân loài N. s. fulvescens Osgoood, 1932.